# Parc national des plateaux Batéké
Le parc national des plateaux Batéké est situé sur le plateau Batéké, au sud-est du Gabon, à la frontière avec la république du Congo. En raison de son importance culturelle et naturelle, il figure sur la liste indicative du patrimoine mondial de l'UNESCO depuis le 20 octobre 2005.